# Modelo de aquisição de habilidades de Dreyfus
Nos campos da educação e investigação operacional, o Modelo de Aquisição de Habilidades dos Dreyfus modela como estudantes adquirem habilidades através de instrução formal e prática. Os irmãos Stuarty e Hubert Dreyfus propuseram o modelo em 1980 em um influente relatório das suas pesquisas na universidade de Berkeley. O modelo originalmente propunha que um estudante passa por cinco estágios distintos: Iniciante, competente, proeficiente, experiente e mestre.

## O modelo de cinco estágios
No estágio de iniciante, uma pessoa segue regras como são apresentadas, sem analisar contexto, sem senso de responsabilidade além das regras em si. Competência desenvolve-se quando o indivíduo desenvolve princípios organizacionais para rapidamente acessar as regras relativas a uma tarefa; daí, a competência é caracterizada por tomada de decisão ativa na escolha de um caminho de ação. Proficiência é mostrada por indivíduos que desenvolvem intuição para guiar suas decisões e criam suas próprias regras para formular planos. O progresso é, portanto, da rígida fidelidade às regras para um modo intuitivo de raciocínio baseado no conhecimento tácito.
Michael Eraut resume os cinco estágios de habilidade crescente da seguinte forma:

1. Novato
- "rígida fidelidade às regras ou planos ensinados"
- nenhum trabalho de "julgamento discricionário"

2. Iniciante avançado
- "percepção situacional" limitada
- todos os aspectos do trabalho tratados separadamente com igual importância

3. Competente
- lida com múltiplas tarefas e acumulação de informação
- alguma percepção de ações com relação a um objetivo
- discute planejamento
- formula rotinas

4. Proficiente
- visão holística da situação
- prioriza importância de aspectos
- "percebe mudanças em relação aos padrões regulares"
- aplica máximas (regras/princípios) para orientação, com significados que se adaptam à situação corrente

5. Experiente
- transcende confiança nas regras, guias e maxim
- "atuação intuitiva de situações baseadas em conhecimento tácito profundo"
- tem "visão do que é possível"
- usa "abordagem analítica" em situações novas ou em casos de problemas

O modelo original dos Dreyfus é baseado em quatro qualidades binárias:
- Recordação (não-situacional e situacional)
- Reconhecimento (decomposta ou holística)
- Decisão (analítica ou intuitiva)
- Consciência (monitorada ou absorvida)

Isto leva a cinco papéis:

1. Iniciante
- recordação não-situacional, reconhecimento decomposto, decisão analítica, consciência monitorada

2. Competente
- recordação situacional, reconhecimento decomposto, decisão analítica, consciência monitorada

3. Proficiente
- recordação situacional, reconhecimento holístico, decisão analítica, consciência monitorada

4. Experiente
- recordação situacional, reconhecimento holístico, decisão intuitiva, consciência monitorada

5. Mestre
- recordação situacional, reconhecimento holístico, decisão intuitiva, consciência absorvida

## Exemplo de uso do modelo
- Verificando progresso de desenvolvimento de habilidade.
- Ajudando a definir um nível desejado de competência.
- Suporta progresso em desenvolvimento de habilidade, através do entendimento das necessidades de aprendizado e estilos de aprendizados em diferentes níveis de habilidade.
- Ajudando a determinar quando um aprendiz está preparado para ensinar outros.

## Criticismo ao modelo
Uma crítica ao modelo de Dreyfus foi apresentada por Gobet e Chassy, que também propuseram uma teoria alternativa de intuição. De acordo com estes autores, não há nenhuma evidência empírica para a presença de estágios no desenvolvimento de expertise. Além disso, enquanto o modelo argumenta que pensamento analítico não se aplica a nenhum papel com pessoas experientes, que agem apenas intuitivamente, há muita evidência que experientes, na verdade, possuem uma lenta capacidade de resolver problemas (e.g. leia sobre xadrez).

## Leitura posterior
Modelo de Dreyfus & Dreyfus de habilidades e competências no meu ponto de vista é individualizado e especializado.  Um ser humano não tem capacidade de resolver todos os problemas em diversas áreas do conhecimento para se tornar Mestre, Doutor ou mesmo pHD. Kátia de Cássia Pires.

- Eriksen, Jørgen W. (2010). «Should Soldiers Think before They Shoot?». Journal of Military Ethics. 9 (3): 195–218. doi:10.1080/15027570.2010.510861